# Joshua Alexandre
Pour les articles homonymes, voir Alexandre.
Joshua Alexandre (né en 1802 à Jersey, mort en 1859 à Shippagan) est un homme d'affaires et un homme politique canadien.

## Biographie
Joshua Alexandre émigra au Canada en 1831 et s'établit à Shippagan. Il devint gérant pour la compagnie Fruing. Il fut élu député provincial par acclamation en 1842, poste qu'il conserva jusqu'en 1846. Il décède à Shippagan le 10 octobre 1859 et est inhumé au cimetière protestant de la ville.